# Lijst van voetbalinterlands Andorra - Griekenland (vrouwen)
Deze lijst van voetbalinterlands is een overzicht van alle officiële voetbalinterlands tussen de nationale vrouwenteams van Andorra en Griekenland. De landen hebben tot nu toe twee keer tegen elkaar gespeeld.

## Wedstrijden
| № | Plaats           | Datum        | Competitie           | Wedstrijd             | Uitslag |
| - | ---------------- | ------------ | -------------------- | --------------------- | ------- |
| 1 | Andorra la Vella | 9 april 2024 | EK 2025 kwalificatie | Andorra − Griekenland | 0 − 3   |
| 2 | Iraklion         | 12 juli 2024 | EK 2025 kwalificatie | Griekenland − Andorra | 6 − 0   |

## Samenvatting
| Competitie      | Totaal gespeeld | Winst Andorra | Gelijk | Winst Griekenland | Doelsaldo Andorra – Griekenland |
| --------------- | --------------- | ------------- | ------ | ----------------- | ------------------------------- |
| EK-kwalificatie | 2               | 0             | 0      | 2                 | 0 − 9                           |
| Totaal          | 2               | 0             | 0      | 2                 | 0 − 9                           |

FAF · A-internationals · Andorrees mannenelftal
2014 – 2019 · 2020 – 2029
Faeröer ·
Georgië ·
Gibraltar ·
Griekenland ·
Israël ·
Letland ·
Liechtenstein ·
Litouwen ·
Luxemburg ·
Malta ·
Moldavië ·
Montenegro ·
Saoedi-Arabië ·
Tahiti